# José Luis Ballester Rubert
José Luis Ballester Rubert (ur. 6 sierpnia 1969 w Castelló de la Plana) – hiszpański pływak, który startował w trzech igrzyskach olimpijskich poczynając od 1988, jednak za każdym razem odpadał w eliminacjach.